# 西鷺宮駅
西鷺宮駅（または西鷺ノ宮駅）（にしさぎのみやえき）は、かつて東京都（開業時は東京府東京市）中野区鷺宮に存在した西武鉄道新宿線の駅（廃駅）である。

## 概要
西武鉄道（初代）村山線（現・西武鉄道（2代）新宿線）の鷺ノ宮駅と下井草駅との間に1942年（昭和17年）開業。
設置目的は、駅から北へ約600 mの鷺宮5丁目（現・上鷺宮）にあった東京府立第二十一中学校（後に東京都立武蔵中学校、現・武蔵丘高等学校）への通学者向けであったとされる。当時の第二十一中の校地には第二十中、第十八高女、第五商業学校の計4校の府立学校が置かれていた。うち、第二十一中以外の3校は1944年（昭和19年）までにそれぞれ別の場所へ移転となっている。
駅は開業から約2年後の1944年（昭和19年）に閉鎖された。閉鎖理由は明らかではない。そして、1953年（昭和28年）にそのまま廃止となった。

## 歴史
- 1942年（昭和17年）9月5日：西武鉄道（初代）により開業[1]。
- 1944年（昭和19年）8月20日：閉鎖[2]。
- 1945年（昭和20年）9月22日：西武鉄道（初代）が武蔵野鉄道に併合され西武農業鉄道が発足。同社の駅となる[1]。
- 1946年（昭和21年）11月15日：西武農業鉄道が西武鉄道（2代）に改称。同社の駅となる[1]。
- 1953年（昭和28年）1月15日：桜堤駅・厚生村駅・上り屋敷駅・黒須貨物駅とともに廃止[1]。

## 駅構造
相対式ホーム2面2線を有する地上駅であった。

## 廃止後の現状
廃止後は線路の両脇の盛り土に当時のプラットホームの遺構を見ることができる。また、跡地の一部が変電所に利用されている。

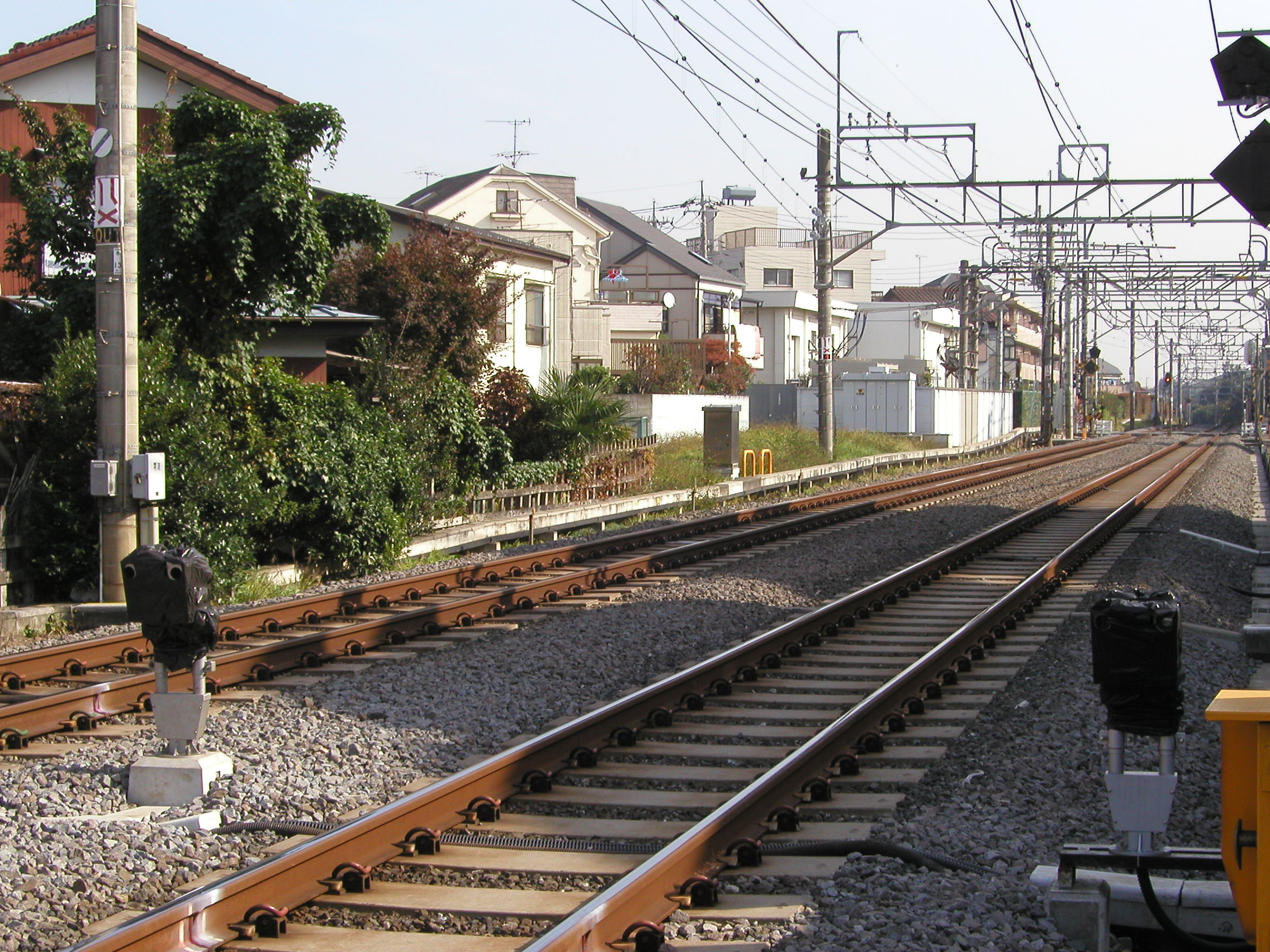
西鷺宮駅北側。草の生えている部分が跡地である。
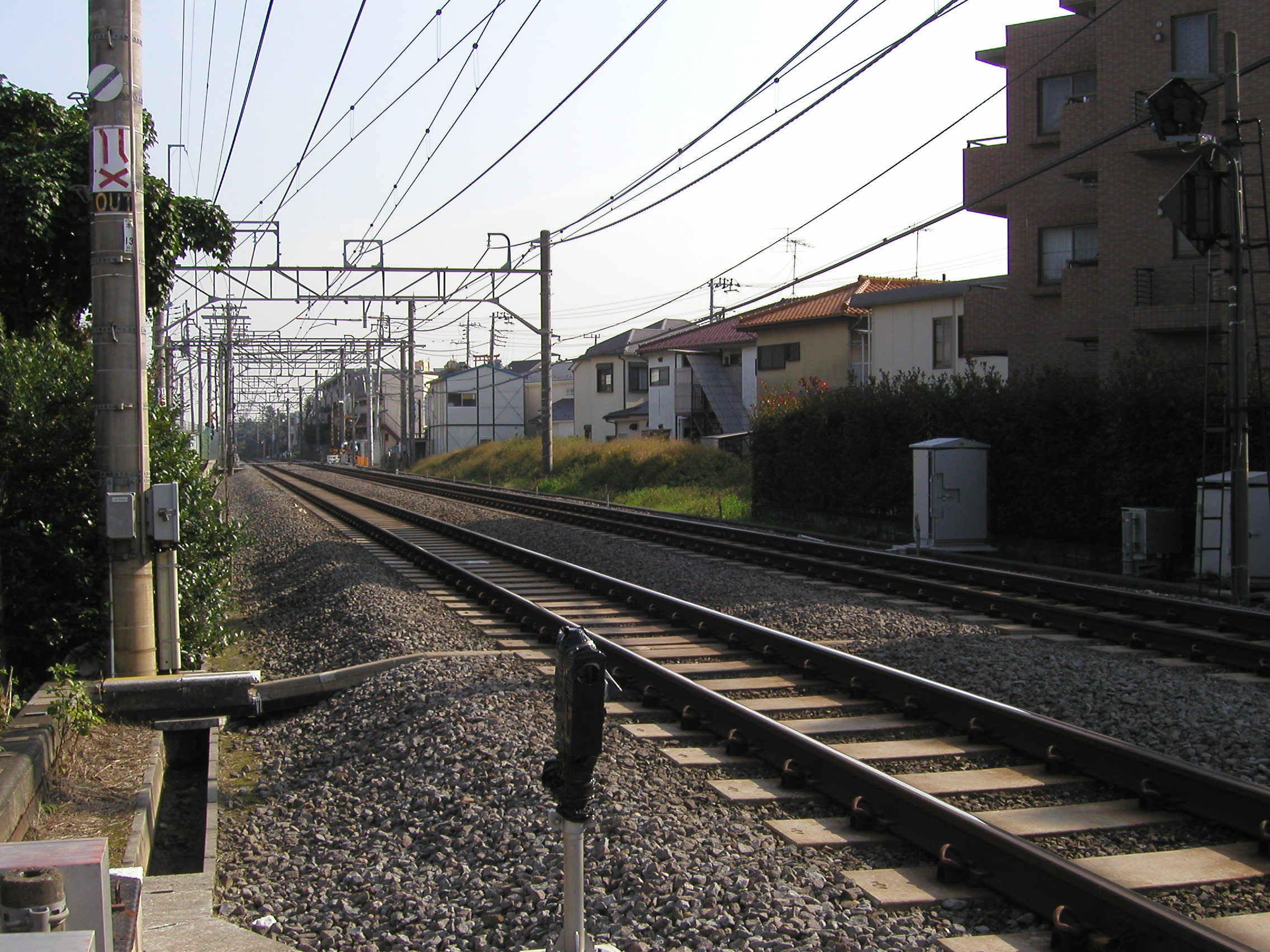
西鷺宮駅南側。草の生えた土盛り部分が跡地である。

## 隣の駅
西武鉄道
新宿線
鷺ノ宮駅 - 西鷺宮駅 - 下井草駅